# Эффект CNN
Эффект CNN — это термин, который применяется в политической науке и медиаведении для описания влияния круглосуточных новостных телеканалов на восприятие международных событий лицами, принимающими политические (и в особенности внешнеполитические) решения на уровне правительств и международных организаций.

## История
Одной из концепций, объясняющих влияние таких новостных каналов, как CNN, и источников информации в целом, является концепция «глобальной деревни» Маршалла Маклюэна, который утверждал, что вследствие развития новых технологий передачи информации мир стал «сжатым», а его устройство — более похожим на устройство деревни, где ввиду небольших размеров каждый житель узнаёт новости о жизни окружающих его людей и различных событиях относительно быстро. Изобретение радио, а затем телевидения, а также новостных агентств и компаний с глобальным охватом позволили узнавать информацию о событиях и явлениях в любой точке земного шара.
Роль международно распространяемых круглосуточных новостей достигла новой стадии, когда в 1991 году проводимая США против Ирака операция «Буря в пустыне» освещалась в прямом эфире, став первым важным событием подобного рода и изменив восприятие и подачу новостей. На влияние новостей на общественное сознание, включая политических лидеров, со стороны медиа писал известный философ постмодерна Жан Бодрийяр в своём очерке «Войны в заливе не было», где высказал мнение, что массы узнавали о конфликте на Ближнем Востоке преимущественно с экранов телевизора, соответственно, их представления о войне необязательно соответствовали в точности тому, что происходило в то время в Ираке, но тому, что было показано по телевидению, а следовательно, можно говорить о выстраивании средствами массовой информации социального конструкта, нежели о передаче объективной информации.
Позже основной фокус «эффекта CNN» сместился на принятие внешнеполитическими лидерами решений о проведении гуманитарных интервенций ввиду того, что по телевидению передавались подробные и неоднократные репортажи о совершении в различных странах геноцида и прочих преступлений против человечности. О влиянии медиа на принятие внешнеполитических решений можно говорить, опираясь на высказывания таких американских государственных деятелей, как Ричард Холбрук и Энтони Лейк, которые признавали заслуги СМИ в освещении, в частности, ситуации на территории бывшей Югославии в 1990-е годы и повышению обсуждаемости этих событий и обеспокоенности по поводу их развития, что в свою очередь заставляло политиков принимать соответствующие решения.
Кроме того, позже параллельно с эффектом CNN стали говорить о так называемом эффекте «Аль-Джазиры», названном так ввиду схожего влияния арабского телеканала. Термин включает в себя влияние не столько телевидения, сколько новых медиа и социальных сетей, часто используемых этим каналом для освещения событий.

## Критика
Известный дипломат и теоретик международных отношений Джордж Кеннан, выступающий с позиций реализма, критикует возвышение СМИ в качестве влиятельного игрока в процессе принятия политических решений и даже четвёртой власти, говоря о том, что для большей стабильности и предсказуемости международных отношений контроль над политической (и внешнеполитической) сферой должен оставаться у национальных политических элит.
Эффект CNN критикуется и с точки зрения самого подхода к описанию влияния круглосуточных глобальных СМИ на восприятие людей. В частности, датский исследователь Петер Вигго Якобсен в своей статье, изданной в 2000 году, раскритиковал эффект CNN и доминирующие взгляды на влияние медиа в целом. Во-первых, согласно выводам Якобсена, в действительности эффект от деятельности СМИ сложно измерить и ощутить. Кроме того, учёный утверждает, что СМИ чаще всего освещают только активную фазу конфликта или вспышки насилия, оставляя за кадром общую канву конфликтов, что ограничивает вклад медиа в процесс урегулирования. Однако Якобсен обвиняет СМИ в том, что под влиянием картинки с телеэкрана меняется характер официальной помощи развитию: чаша весов склоняется к малоэффективному краткосрочному финансированию, выделяемому на устранение последствий отдельных событий, вместо эффективного долгосрочного содействия развитию.
Весной 2016 года в журнале Review of International Studies вышла статья коллектива авторов-специалистов по тематике влияния медиа на политику и общество и эффекта CNN в частности. Согласно их мнению, теория об этом эффекте была удобной в использовании при описании конфликтов, произошедших вскоре после окончания холодной войны, поскольку в то время главная роль в их освещении и формировании общественного мнения действительно принадлежала круглосуточным телевизионным сетям. Однако авторы утверждают, что для полного анализа современного взаимодействия СМИ и общества этого недостаточно ввиду развития новых технологий, новых форм коммуникации и отхода телевидения на второй план. Кроме того, изменилась и сама структура телевидения, в частности, CNN, где повестка дня, освещаемая на международной версии телеканала, отличается, например, от той, что транслируется по американской версии. По мнению исследователей, устаревший эффект CNN необходимо дополнить, рассматривая влияние СМИ с точки зрения гибридного подхода, от местечковых изданий до глобальных информационных агентств.